# Artavazd II. Armenski
Artavazd II. (starogrško Ἀρταουάσδης, Artaouásdēs) je bil od leta 55 pr. n. št. do 34 pr. n. št. kralj Armenije, * ni znano, † 31  pr. n. št., Aleksandrija, Egipt. 
Bil je sin in naslednik Tigrana Velikega (vl. 95–55 pr. n. št.). Nasledil je prestol še vedno močne in neodvisne države. Njegova mati je bila Kleopatra Pontska, tako da je bil njegov stari oče po materini strani ugledni kralj Ponta Mitridat VI. Evpator. Iz napisov na kovancih je razvidno, da je Artavazd,  tako kot njegov oče, naslavljal s "kralj kraljev".

## Ime
Artavazdovo ime je polatinjena različica staroiranskega imena *Ṛtavazdah-, ki je identično avestanskemu imenu Ašavazdah in domnevno pomeni "močan/vztrajen skozi resnico".  V armenščini se ime glasi Artavazd in v grščini Artaouásdēs, Artabázēs, Artábazos in Artáozos.

## Življenje
Okoli leta 54 pr. n. št. se je Mark Licinij Kras, eden od rimskih triumvirjev in prokonzul Sirije, pripravljal na napad na Partsko cesarstvo. Artavazd II., ki je bil zaveznik Rima, je Krasu svetoval, naj ubere pot skozi Armenijo, da bi se izognil puščavi, in mu ponudil okrepitev 10.000 konjenikov in 30.000 pešakov. Kras je ponudbo zavrnil in se odločil za pot skozi Mezopotamijo.
Ko je Krasova vojska vkorakala v Karhe (sodobni Harran, jugovzhodna Turčija), je partski kralj Orod II. (vl. 57–37 pr. n. št.) napadel Armenijo in presekal Krasove oskrbovalne poti. Artavazda II. je pregovoril v poroko prestolonaslednika Pakorja II. s sestro Artavazda II. Kras je bil kmalu zatem poražen in ubit.
Po smrti Pakorja I. leta 38 pr. n. št. je prestol zasedel Orodov drugi sin Fraat IV. (vladal 37–2 pr. n. št.). Odnosi med Partijo in Armenijo  so se poslabšali.
Leta 36 pr. n. št. je rimski general Mark Antonij začel svojo partsko kampanjo. Povezal se je z več kralji v regiji, vključno z Artavazdom.  Po Plutarhu je bil prav on "največji od vseh [...] in Antoniju priskrbel šest tisoč konjenikov in sedem tisoč pešcev". Artavazd II. je prepričal Marka Antonija, da napade njegovega sovražnika Artavazda I. Atropatenskega. Ko je Antonij zapustil Armenijo, da bi napadel Atropateno, je Artavazd II., "obupan nad rimsko stvarjo", zapustil Antonija. Še vedno je dajal zatočišče in oskrboval poražene Rimljane, a je Mark Antonij kljub temu  leta 34 pr. n. št. sklenil napasti Armenijo, da bi se maščeval za izdajo. V Armenijo je najprej poslal svojega prijatelja Kvinta Delija, ki je ponudil zaroko Antonijevega šestletnega sina Aleksandra Helija s hčerko Artavazda II. Ker je armenski kralj okleval, je triumvir vkorakal v zahodno Armenijo. V Nikopolis je poklical Artavazda II., da bi se pripravil na novo vojno proti Partiji. Artavazd II. se na poklic ni odzval, zato je eden od rimskih generalov hitro odkorakal v armensko prestolnico Artaksato in kralja aretiral v upanju, da bo zanj dobil visoko odkupnino. Za kraljevega naslednika je bil izvoljen njegov sin Artaks II. Po izgubljeni bitki je Artaks II. pobegnil k partskemu kralju, Mark Antonij pa je  Artavazda II. odpeljal v Aleksandrijo.
Armenskega kralja in njegovo družino, vklenjene v zlate verige, so razkazovali v Mark Antonijevem triumfalnem sprevodu. Kleopatra VII. je triumvirja pričakala na zlatem prestolu, Artavazd II. pa se ji ni hotel pokloniti.
Leta 31 pr. n. št. je po Antonijevem porazu v bitki pri Akciju Kleopatra ukazala obglaviti Artavazda II. Njegovo glavo je poslala njegovemu sovražniku  Artavazdu I. Atropatenskemu, da bi zagotovila njegovo pomoč.
Plutarh je Artavazda II. opisal kot izobraženega moža, zelo naklonjenega vsemu grškemu. Kralj naj bi bil učenjak in pisec grških tragedij in zgodovine. Z ženo, katere ime ni znano, je imel sinova Artaksa II. in Tigrana III. in hčer, poročeno verjetno s kapadoškim kraljem Arhelajem. 

## Zapuščina
Spomin na Artavazdovo ujetništvo v Egiptu se je ohranil v priljubljeni armenski legendi, ki jo je posredoval Movzes Horenaci. V legendi je  Artavazda preklel njegov oče, da so ga duhovi kajki zaprli v goro Ararat, medtem ko so prebivalci Armenije čakali njegovo vrnitev. V legendi je Artavazd delno povezan s svojim bratom Tigranom Mlajšim.

### Primarni viri
- Cassius Dio, Roman History
- Plutarch, Parallel Lives
- Tacitus, Annals

### Sodobna dela
- A.D.H. Bivar. The Political History of Iran Under the Arsacids. Cambridge History of Iran, vol. 3a. str. 21–99
- Brosius, Maria (2006), The Persians: An Introduction, London & New York: Routledge, ISBN 978-0-415-32089-4
- Boyce, Mary (1984). Zoroastrians: Their Religious Beliefs and Practices. Psychology Press. str. 1–252. ISBN 9780415239028.
- Boyce, Mary; Grenet, Frantz (1991).  Beck, Roger (ur.). A History of Zoroastrianism, Zoroastrianism under Macedonian and Roman Rule. Leiden: Brill. ISBN 978-9004293915.
- Curtis, Vesta Sarkhosh (2007). »Religious iconography on ancient Iranian coins«. Journal of Late Antiquity. London: 413–434.
- Dąbrowa, Edward (2018). »Arsacid Dynastic Marriages« (PDF). Electrum. 25: 73–83. doi:10.4467/20800909EL.18.005.8925.
- Garthwaite, Gene Ralph (2005), The Persians, Oxford & Carlton: Blackwell Publishing, Ltd., ISBN 978-1-55786-860-2.
- Katouzian, Homa (2009), The Persians: Ancient, Medieval, and Modern Iran, New Haven & London: Yale University Press, ISBN 978-0-300-12118-6.
- Kennedy, David (1996), »Parthia and Rome: eastern perspectives«,  v Kennedy, David L.; Braund, David (ur.), The Roman Army in the East, Ann Arbor: Cushing Malloy Inc., Journal of Roman Archaeology: Supplementary Series Number Eighteen, str. 67–90, ISBN 978-1-887829-18-2
- Lang, David Marshall (2021). Armenia: Cradle of Civilization. Routledge.
- Marciak, Michał (2017). Sophene, Gordyene, and Adiabene: Three Regna Minora of Northern Mesopotamia Between East and West. Brill Publishers. ISBN 9789004350724.
- Lee E., Patterson (2015). »Antony and Armenia«. TAPA. 145: 77–105. doi:10.1353/apa.2015.0006. ISSN 1533-0699. S2CID 162878359.
- Russell, James R. (1987). Zoroastrianism in Armenia. Harvard University Press. ISBN 978-0674968509.
- Schmitt, R. (1986). »Artavasdes«. Encyclopaedia Iranica, Vol. II, Fasc. 6. str. 653.
- Shayegan, M. Rahim (2011). Arsacids and Sasanians: Political Ideology in Post-Hellenistic and Late Antique Persia. Cambridge University Press. str. 1–539. ISBN 9780521766418.
- Garsoïan, Nina (1997). »The Emergence of Armenia«.  V Hovannisian, Richard G. (ur.). The Armenian People from Ancient to Modern Times. Zv. I. New York: St. Martin's Press. str. 37–60. ISBN 978-0-312-10169-5.
- Strugnell, Emma (2006), »Ventidius' Parthian War: Rome's Forgotten Eastern Triumph«, Acta Antiqua, 46 (3): 239–252, doi:10.1556/AAnt.46.2006.3.3
- Syme, Ronald (1939), The Roman Revolution, Oxford: Oxford University Press, ISBN 978-0-19-280320-7

| Artavazd II. Armenski Artaksiadska dinastijaRojen: ni znano Umrl: 31 pr. n. št. |                                              |                       |
| Vladarski nazivi                                                                |                                              |                       |
| Predhodnik: Tigran Veliki                                                       | Kralj Armenije 55 pr. n. št. – 34 pr. n. št. | Naslednik: Artaks II. |